# Виктор Раул Ая де ла Торе
Виктор Раул Ая де ла Торе (на испански: Víctor Raúl Haya de la Torre) е перуански политик.
Той е основател на Американския народен революционен алианс (АПРА) и на латиноамериканското политическо движение, известно като апризъм.